# Syngrapha rilaecacuminum
Syngrapha rilaecacuminum là một loài bướm đêm trong họ Noctuidae.